# جيمس إيرل كولمان
جيمس إيرل كولمان (بالإنجليزية: James Earl Coleman, Jr.)‏ هو محامي في القانون ومحامي أمريكي، ولد في 1 ديسمبر 1946 في تشارلوت في الولايات المتحدة.